# BBC Radio 3 Awards for World Music
Radio 3 Awards for World Music – prestiżowe nagrody muzyczne przyznawane przez brytyjską stację radiową BBC Radio 3 najlepszym wykonawcom z kręgu world music, w latach 2002–2008.
Nagroda, stworzona przez Iana Andersona, była wręczana corocznie od 2002 roku, podczas specjalnej gali połączonej z koncertem, odbywającej się w BBC Proms. Rozdawane statuetki, „Planety” (ang. The Planet = Planeta), zostały zaprojektowane przez chorwacką rzeźbiarkę Anitę Sulimanovic w 2003 roku. Podziału na kategorie dokonywano ze względu na regiony świata. W każdej kategorii zwycięzcę, spośród czterech nominowanych, wybierało specjalnie powołane jury. Przyznawane były też nagrody publiczności i krytyków.
Wśród nagrodzonych i nominowanych artystów znajdują się m.in. Björk, Cesária Évora, Ibrahim Ferrer, Huun-Huur-Tu i Manu Chao.
Polski zespół folkowy Kapela ze Wsi Warszawa otrzymał BBC Radio 3 Award for World Music w 2004 roku w kategorii Newcomer (Nowa Twarz). Inny polski zespół, Kroke, grający muzykę klezmerską, w tym samym roku był nominowany w kategorii Europa.
W marcu 2009 roku, decyzją BBC, zaprzestano przyznawania nagród.

## Zwycięzcy w kategoriach
Afryka
| Rok  | Artysta                     | Kraj    |
| 2002 | Djelimady Tounkara          | Mali    |
| 2003 | Orchestre Baobab            | Senegal |
| 2004 | Daara J                     | Senegal |
| 2005 | Tinariwen                   | Mali    |
| 2006 | Amadou & Mariam             | Mali    |
| 2007 | Mahmoud Ahmed               | Etiopia |
| 2008 | Bassekou Kouyate & Ngoni ba | Mali    |

Azja/Pacyfik
| Rok  | Artysta                     | Kraj         |
| 2002 | Yat-Kha                     | Rosja (Tuwa) |
| 2003 | Mahwash and Ensemble Kaboul | Afganistan   |
| 2004 | Sevara Nazarkhan            | Uzbekistan   |
| 2005 | Kaushiki Chakrabarty        | Indie        |
| 2006 | Sain Zahoor                 | Pakistan     |
| 2007 | Debashish Bhattacharya      | Indie        |
| 2008 | Sa Dingding                 | Chiny        |

Ameryki
| Rok  | Artysta                                | Kraj   |
| 2002 | Cachaito Lopez                         | Kuba   |
| 2003 | Los de Abajo                           | Meksyk |
| 2004 | Ibrahim Ferrer                         | Kuba   |
| 2005 | Lhasa                                  | Kanada |
| 2006 | Ry Cooder                              | USA    |
| 2007 | Gogol Bordello                         | USA    |
| 2008 | Andy Palacio & The Garifuna Collective | Belize |

Europa
| Rok  | Artysta            | Kraj       |
| 2002 | Taraf de Haidouks  | Rumunia    |
| 2003 | Mariza             | Portugalia |
| 2004 | Ojos de Brujo      | Hiszpania  |
| 2005 | Amparanoia         | Hiszpania  |
| 2006 | Fanfare Ciocărlia  | Rumunia    |
| 2007 | Camille            | Francja    |
| 2007 | Son de la Frontera | Hiszpania  |

Bliski Wschód i Afryka Północna
| Rok  | Artysta        | Kraj     |
| 2003 | Samira Said    | Egipt    |
| 2004 | Kazem Al Sahir | Irak     |
| 2005 | Khaled         | Algieria |
| 2006 | Souad Massi    | Algieria |
| 2007 | Ghada Shbeir   | Liban    |
| 2008 | Rachid Taha    | Algieria |

Newcomer
| Rok  | Artysta                | Kraj                          |
| 2002 | Susheela Raman         | Wielka Brytania/Indie         |
| 2003 | Gotan Project          | Francja                       |
| 2004 | Kapela ze Wsi Warszawa | Polska                        |
| 2005 | Chango Spasiuk         | Argentyna                     |
| 2006 | Konono No. 1           | Demokratyczna Republika Konga |
| 2007 | K'Naan                 | Somalia                       |
| 2008 | Mayra Andrade          | Republika Zielonego Przylądka |

Culture Crossing
| Rok  | Artysta                                | Kraj                        |
| 2002 | Nitin Sawhney                          | Wielka Brytania/Indie       |
| 2003 | Ellika and Solo                        | Szwecja/Senegal             |
| 2004 | Think Of One                           | Belgia                      |
| 2005 | Bebo and Cigala                        | Kuba/Hiszpania              |
| 2006 | Nitin Sawhney                          | Wielka Brytania/Indie       |
| 2007 | Maurice El Medioni & Roberto Rodriguez | Algieria/Francja & Kuba/USA |
| 2008 | Justin Adams & Juldeh Camara           | Gambia/Wielka Brytania      |

Club Global
| Rok  | Artysta                              | Kraj                |
| 2004 | DJ Dolores and Orchestra Santa Massa | Brazylia            |
| 2005 | Clotaire K                           | Francja/Liban/Egipt |
| 2006 | DJ Shantel                           | Niemcy              |
| 2007 | Gotan Project                        | Francja/Argentyna   |
| 2008 | Transglobal Underground              | Wielka Brytania     |

Album Roku
| Rok  | Artysta                     | Nazwa albumu      | Kraj |
| 2006 | Amadou & Mariam             | Dimanche à Bamako | Mali |
| 2007 | Ali Farka Touré             | Savane            | Mali |
| 2008 | Bassekou Kouyate & Ngoni ba | Segu Blue         | Mali |

Nagroda Publiczności
| Rok  | Artysta            | Kraj     |
| 2005 | Ivo Papazov        | Bułgaria |
| 2006 | Armenian Navy Band | Armenia  |

Nagroda Krytyków
| Rok  | Artysta          | Kraj            |
| 2003 | Orchestre Baobab | Senegal         |
| 2004 | Rokia Traoré     | Wielka Brytania |
| 2005 | Youssou N’Dour   | Senegal         |

Innowator
| Rok  | Artysta   | Kraj    |
| 2002 | Manu Chao | Francja |